# 夢行者保羅
《夢行者保羅》（英語：Dream Scenario）是一部2023年美國超現實主義喜劇片，由克里斯多佛·博格利編導，透過艾瑞·艾斯特和拉爾斯·克努森旗下的公司製作，講述了一位倒楣的教授出現在大眾的夢中後一夜成名的故事。主演陣容包括尼可拉斯·凱吉、茱莉安娜·妮克遜、麥可·塞拉、提姆·麥道斯、黛倫·葛盧拉及迪倫·貝克；凱吉也身兼監製。
《夢行者保羅》2023年9月9日在多倫多國際影展上首映，2023年11月10日在美國有限上映，2023年11月22日擴大上映，2023年12月1日全面上映，由A24發行。本片獲得評論家的正面評價，其中導演、編劇、演員表現、題材發揮尤其獲得青睞。凱吉藉此提名金球獎最佳音樂及喜劇類電影男主角。

## 故事概要
保羅·馬修斯是名在大學任教的教授，他和妻子珍妮特關係良好，還有兩個女兒蘇菲和漢娜。然而近期的保羅發現自己竟然開始莫名其妙地出現在他周圍人的夢境裡，身為記者的保羅前女友對此事產生濃厚興趣，要求針對這些離奇事件撰寫一篇專題報導文章。當保羅的臉書個人資料發佈時，她將其連結分享給大眾，讓保羅意識到全世界的人們都在夢境裡遇見他。雖然保羅陶醉於這個離奇現象帶來的關注，但他對夢中的描述被動且無趣感到沮喪。
保羅現身夢境的現象同時為他帶來麻煩：一名精神疾病患者僅因為在夢中看到保羅，便闖入他的家，甚至試圖對他痛下殺手，促使保羅與公關公司簽約。一名助理向保羅承認，她曾對他做過含有色情內容的夢，儘管保羅已婚，但是保羅仍試圖和助理在夢中重現情境，結果因為保羅過早射精導致該次性事草草結束，令他感到羞辱。當保羅得知他的一位同事發表了一篇關於他正在考慮寫書的主題的論文時，保羅在夢中的存在變得非常暴力和俱備仇恨性，不僅對保羅和珍妮特的職業生涯造成了損害，也使保羅和家人的關係變得緊張。隨著時間推進，人們開始在夢境中騷擾保羅，讓保羅的性情變得更加具備防備心，在一場爭執過後將將憤怒轉向珍妮特。後來，保羅做了一場被自己殺死的噩夢，醒來後自行錄製和發布了一段自憐的道歉視頻，卻讓深感羞辱的珍妮特迫使他搬出去。那天晚上，保羅試圖強行闖入小女兒的學校演出，但意外傷害了一名老師，還被其他參加者趕出會場。
一段時間後，保羅的夢境停止了，科技業根據保羅的案例獲得靈感，開發出夢遊技術夢境的技術，主要用於在睡夢中發布廣告。珍妮特與她的同事約會並與保羅分居，保羅則在法國進行了一次平庸的旅行，以出售他的自傳《夢想場景》 ，不幸的是，這本書在未經保羅同意的情況下，被出版商重新命名為「我是你的惡夢」 。保羅後來使用夢境旅行技術冒險，進入珍妮特的一個夢想並拯救了她的生命，同時穿著一套舊的萬聖節服裝，她過往曾經表示這是她對他的理想夢想。保羅希望夢能成真，然後隨著珍妮特的醒來而飄走

## 演員
- 尼可拉斯·凱吉飾演保羅·馬修斯（Paul Matthews）：失意的教授[1]。
- 茱莉安娜·妮克遜飾演珍妮特·馬修斯（Paul Matthews）：保羅之妻。
- 麥可·塞拉飾演泰倫特（Trent）：一家病毒式行銷公司的負責人。
- 提姆·麥道斯（英语：Tim Meadows）飾演布雷特（Brett）：保羅任教學院的院長。
- 黛倫·葛盧拉（英语：Dylan Gelula）飾演莫莉（Molly）：泰倫特的助理。
- 迪倫·貝克飾演理查（Richard）：保羅的同事。
- 凱特·柏蘭特（英语：Kate Berlant）飾演瑪莉（Mary）：泰倫特的商業夥伴
- 莉莉·伯德（Lily Bird）飾演蘇菲·馬修斯（Sophie Matthews）：保羅之女。
- 潔西卡·克萊門特（Jessica Clement）飾演漢娜·馬修斯（Hannah Matthews）：保羅之女。
- 卡拉·沃爾霍夫（Cara Volchoff）飾演凱蒂斯（Candice）
- 諾亞·森迪尼奧飾演狄倫（Dylan）
- 尼古拉斯·布朗飾演布萊恩·柏格（Brian Berg）
- 安柏·米桑德飾演海莉（Haley）

## 製作
2022年8月，A24宣布製作由克里斯多佛·博格利編導的《夢行者保羅》。尼可拉斯·凱吉、茱莉安娜·妮克遜、麥可·塞拉、提姆·麥道斯、凱特·柏蘭特、迪倫·貝克及黛倫·葛盧拉簽約擔任主演。艾瑞·艾斯特、拉爾斯·克努森和凱吉皆為本片擔任監製。

### 拍攝
電影2022年10月在加拿大多倫多開始主要拍攝，並於11月宣告殺青。

## 發行
《夢行者保羅》2023年9月9日登上多倫多國際影展舉行世界首映。電影2023年11月10日在美國有限上映。2023年11月22日擴大上映，2023年12月1日全面上映。

## 反響
《夢行者保羅》在爛番茄網站上根據167篇評論而持有92%的新鮮度，平均評分為7.7／10。該網站共識：「歡迎收看《夢行者保羅》，欣賞尼可拉斯·凱吉職業生涯的亮眼之作，接著仔細反思關於流行文化中所有的反覆無常。」Metacritic則根據46位影評人而給出74分（滿分100分），象徵「普遍好評」。

## 外部連結
- 互联网电影数据库（IMDb）上《夢行者保羅》的资料（英文）